# Дунгјинг
Дунгјинг (东营) је град у Кини. Лежи на северној (Бохајско море) обали провинције Шандунг. Према попису из 2020. године, 2.193.518 људи живело је у административној области од 7.923,26 km² и 1.188.656 у насељеном подручју које се састоји од округа Дунјинг и Кенли. Дунјинг је дом нафтног поља Схенгли које је после нафтног поља Дакинг друго по величини нафтно поље у Кини.

## Историја
Град је основан 1983. године, као база за развој делте Жуте реке и другог највећег нафтног поља у Кини, Шенгли поља. Нафтно поље је откривено 1964. године у близини малог села Донгјиинг, које је дало име граду.